# MARRION
MARRION（マリオン）は、アダルトビデオメーカー。2011年12月19日創設。
本社は大阪。

## 概要
元実録出版の宮本小次郎、みならいを中心に豊田薫、二村ヒトシ、瀧口シルヴィア、パンチ、小林電人、真咲南朋、ひょん、ビーバップみのるなどの監督が個人レーベルとして参加している。
毎月新作が発売されていたが、2013年9月から45日サイクルで新作を発売するようになった。
出演した女優はマリオンガールと呼ばれる。
2017年8月より初の専属女優として友田彩也香が就任。
2015年頃より、着れる18禁をテーマにTシャツやパーカーをリリースするアパレル部門、マリオンアパレルが開始。こちらについてはマリオンアパレルを参照。

## 監督
- 宮本小次郎
- みならい
- 笠井貴人
- 豊田薫
- 二村ヒトシ
- 瀧口シルヴィア
- パンチ
- 小林電人
- 真咲南朋
- 夢野あいだ
- ビーバップみのる
- 嵐山みちる
- 田中ザラメ
- 麒麟
- ローランド
- コズロースキー
- タイガー小堺
- K*WEST
- キクボン
- 沢庵
- UMANOSUKE
- ゴールドマン
- ツナ艦
- 矢島鉄平